# Waucoma
La ville américaine de Waucoma est située dans le comté de Fayette, dans l’État de l’Iowa. Elle comptait 257 habitants lors du recensement de 2010.